# Piazzale Arnaldo
Piazzale Arnaldo è una piazza di Brescia, situata sul perimetro est del centro storico cittadino, all'estremità di via Tosio Martinengo e corso Magenta. Nata attraverso una serie di interventi urbanistici durante l'Ottocento, è stata teatro di un sanguinoso scontro durante le dieci giornate di Brescia e di un attentato nel 1976.
Dominano la piazza il Mercato dei Grani, imponente porticato lungo più di cento metri, e il monumento ad Arnaldo da Brescia, eretto nel 1882. Il piazzale è oggi zona pedonale, grazie ai numerosi bar e ristoranti che vi si affacciano, è anche uno dei centri della vita notturna cittadina. Fanno da sfondo panoramico i Ronchi, le colline della città, con vista particolarmente diretta verso la tomba del cane.

## Storia
Fino agli inizi dell'Ottocento piazzale Arnaldo era in larga parte occupato dall'ortaglia di proprietà dei monaci Cassinesi che gestivano il vicino convento di Sant'Afra, posto immediatamente a sud. Soppresso il monastero nel 1797, la grande ortaglia viene acquisita dalle autorità comunali che avvia una serie di radicali trasformazioni, spinte principalmente dalla necessità di sgombrare la via del Granarolo, il primo tratto sud dell'attuale via Dieci Giornate, dai veicoli che vi transitavano per portare i sacchi di grano al mercato qui insediato. Con l'acquisizione dell'ortaglia di sant'Afra, viene pertanto predisposta una nuova piazza con un grande edificio porticato, il Mercato dei Grani, dove il mercato delle granaglie poteva svolgersi liberamente, con maggior controllo ed evitando il transito dei carri in centro alla città. La trasformazione, comunque, si inseriva in un più ampio progetto urbano volto alla riqualificazione della città sotto molteplici aspetti e incentivato da tutte queste nuove aree ed immobili sottratti ai monasteri soppressi.
La costruzione del Mercato dei Grani viene accompagnata da quella di due nuovi caselli daziari che chiudevano il piazzale a est, modificando anche la posizione della porta urbana. Essa, infatti, era originariamente in asse con via Trieste e rivolta a sud-est: con la nascita della nuova piazza, una posizione così angolare non aveva più senso e venne pertanto ricostruita come sfondo monumentale al piazzale, che assume il nome di piazza Mercato dei Grani, in riferimento al tipo di commercio che si svolgeva sotto il nuovo porticato costruito.
Questa nuova sistemazione sopravvive solo per una sessantina d'anni: nella seconda metà dell'Ottocento le mura cittadine vengono integralmente demolite e, in sostituzione della porta fortificata, nel 1882 viene innalzato il monumento ad Arnaldo da Brescia. Il piazzale non cambia comunque denominazione e continua a chiamarsi piazza Mercato dei Grani. Si deve attendere il 1897 perché la piazza muti finalmente nome in onore del martire, esaudendo le rivendicazioni e le richieste delle associazioni laiche. Nel 1849, inoltre, durante le dieci giornate di Brescia, la piazza diventa teatro di sanguinosi scontri fra la popolazione e gli occupanti austriaci. In epoca fascista, il nome della piazza muta nuovamente e viene dedicato alle Dieci Giornate, in memoria degli scontri avvenuti in quell'occasione. Solamente dopo la seconda guerra mondiale l'intitolazione ad Arnaldo verrà ripristinata. Durante gli anni di piombo la piazza torna ad essere teatro di tragici eventi con l'attentato del 1976, che causa un morto e undici feriti.
Dopo la costruzione del monumento ad Arnaldo, la piazza non ha più subito rilevanti modifiche al suo aspetto architettonico e, pertanto, il suo aspetto è ancora quello assunto nel 1882. Ricco di bar e ristoranti, il piazzale è oggi inoltre uno dei centri della vita notturna cittadina.

## Il piazzale

### Il Mercato dei Grani

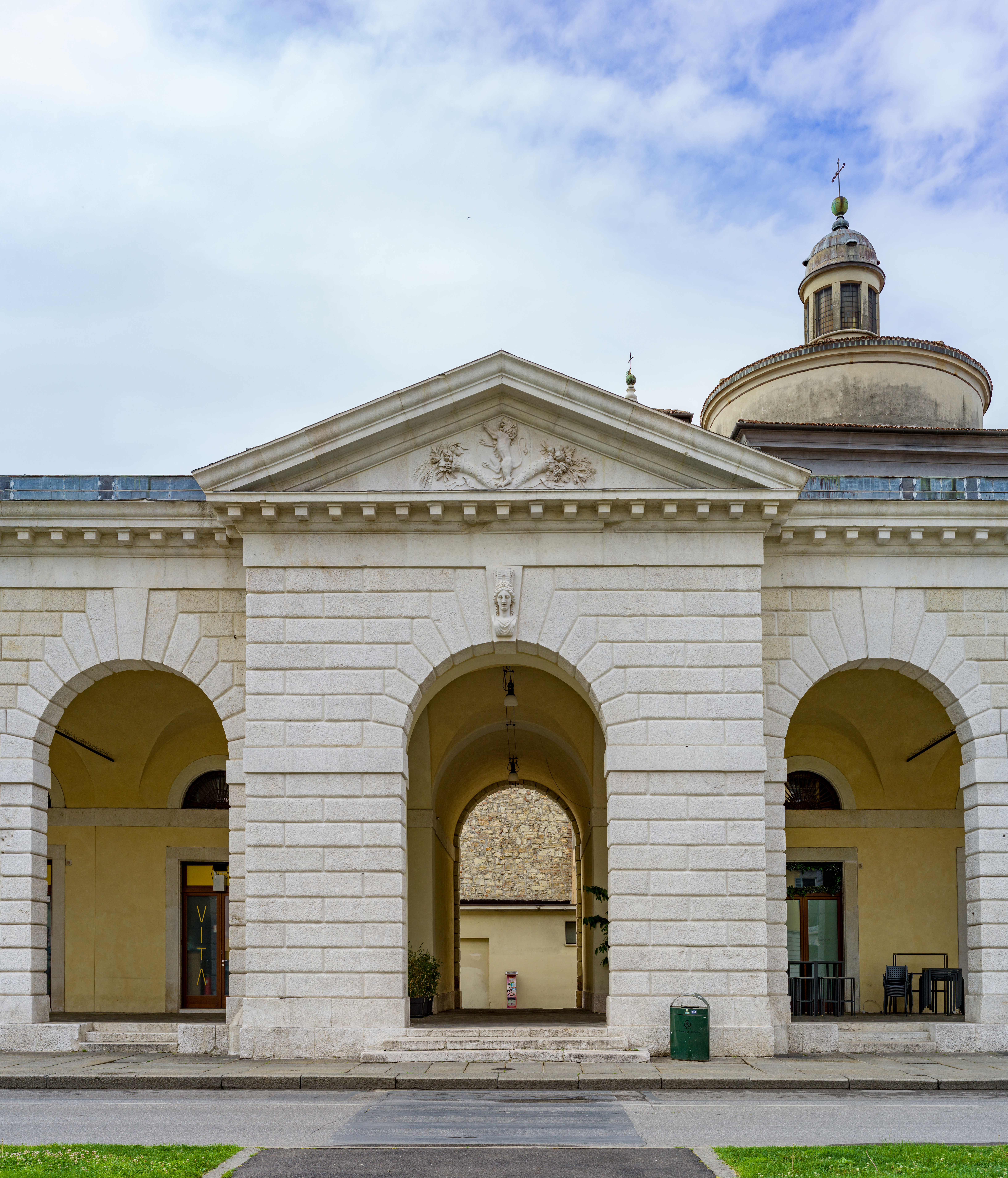
L'arcata centrale del Mercato dei Grani

Il monumentale Mercato dei Grani porticato viene realizzato su progetto dall'architetto Luigi Basiletti insieme ad Angelo Vita a partire dal 1820, fino al 1823. L'edificio è una grandiosa fabbrica lunga 112 metri e larga 15, con venti arcate. Il centro è messo in risalto da un corpo più alto e sporgente concluso da un frontone triangolare, nel quale in origine vi era un'epigrafe, oggi scomparsa, dedicata agli allora recenti sposi: l'arciduca Raineri, viceré del regno Lombardo-Veneto, e Maria Elisabetta di Savoia. Al suo posto è oggi presente lo stemma cittadino. Alle estremità dell'edificio sono collocate due fontane, in marmo di Botticino, disegnate dall'architetto Angelo Vita nel 1823.
Il fianco orientale dell'edificio si raccordava alla porta urbica ricostruita durante la sistemazione del piazzale, caratterizzata da grandi cancelli carrai e due laterali per i pedoni, separati tra loro da pilastri a bugnato e dai caselli daziari. La porta fu demolita nella seconda metà dell'Ottocento, mentre questi ultimi furono semplicemente smontati e ricostruiti in posizione più arretrata. Sono abbastanza semplici, di forma quadrata con portici ad arcate. Unico ricordo dell'antica ortaglia del vicino ex monastero si mantiene nell'intitolazione del vicolo che corre dietro al Mercato dei Grani, tangente al complesso conventuale, denominato appunto vicolo dell'Ortaglia.

### Monumento ad Arnaldo da Brescia
Sullo sfondo a est della piazza, in posizione centrale, si innalza l'imponente monumento dedicato ad Arnaldo da Brescia, frate del XII secolo che si scagliò contro la corruzione del clero, predicando la povertà della Chiesa. Nel 1155 viene catturato a Roma, subito processato e condannato a morte. Viene quindi strangolato, bruciato e le sue ceneri disperse nel Tevere affinché nessuno le potesse venerare.
Il monumento fu infine inaugurato il 14 agosto 1882, dopo circa vent'anni di progetti e polemiche, per ricordare in modo tangibile la figura di questo bresciano, riconoscendo in lui valori di impegno civile e morale in senso laico e libertario, così come proposto da alcuni gruppi di cittadini impegnati politicamente e culturalmente. La grande statua di bronzo è opera dello sculture Odoardo Tabacchi, così come i quattro bassorilievi, raffiguranti scene di vita del frate, che ornano i quattro lati del basamento. L'alto ed elaborato piedistallo in stile neoromanico è invece da ricondurre ad Antonio Tagliaferri.

## Galleria d'immagini

Dettaglio del Mercato dei Grani con targa in memoria degli scontri del 1849
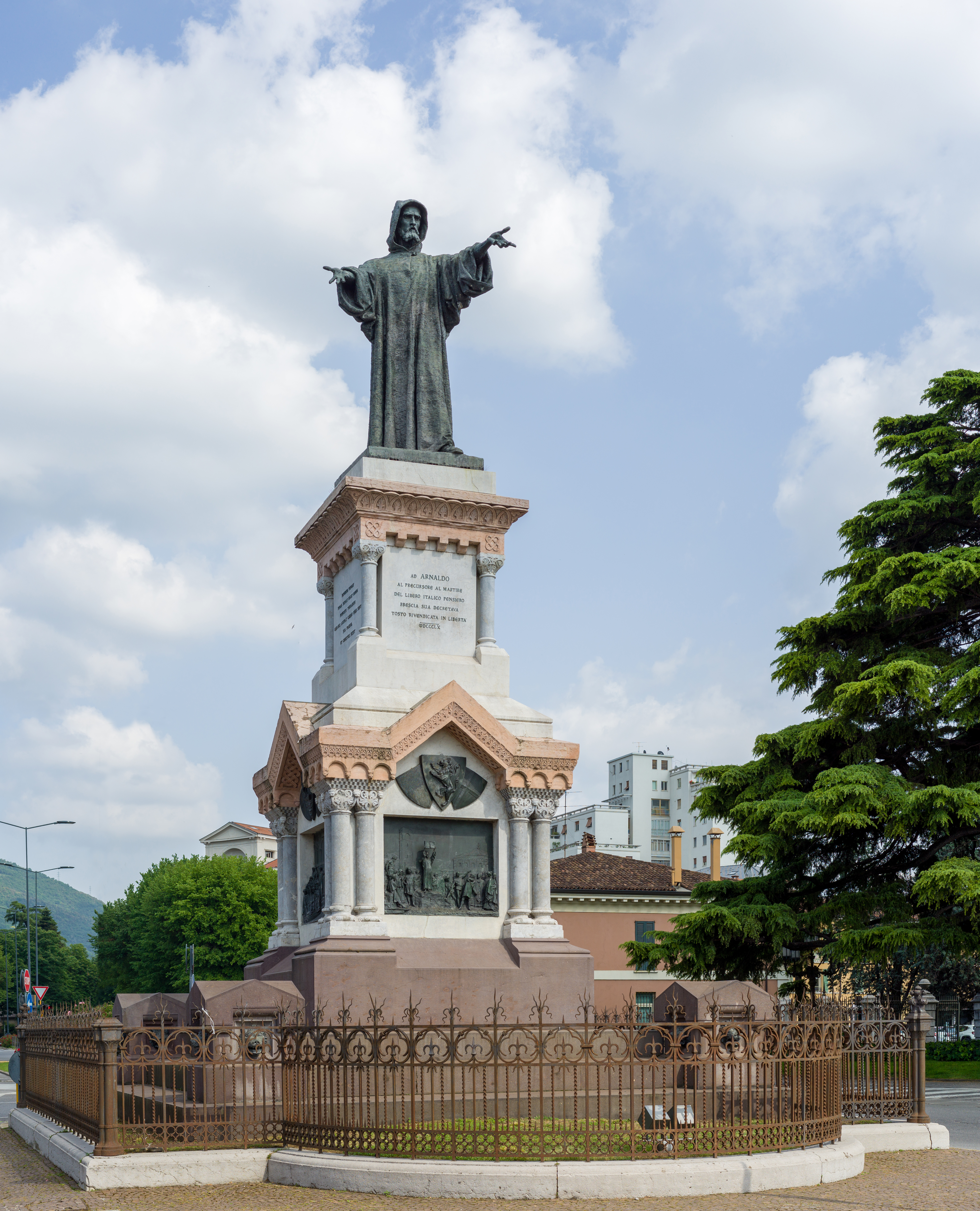
Il monumento ad Arnaldo,  di Odoardo Tabacchi ed Antonio Tagliaferri, posto all'estremità della piazza
Statua di Arnaldo da Brescia
Il Mercato dei Grani visto da est